# Hippasa loeffleri
Hippasa loeffleri är en spindelart som först beskrevs av Roewer 1955.  Hippasa loeffleri ingår i släktet Hippasa och familjen vargspindlar.
Artens utbredningsområde är Iran. Inga underarter finns listade i Catalogue of Life.